# Yongzhou
Yongzhou (永州S, YǒngzhōuP, conosciuta anche come Yungchow) è una Città-prefettura della provincia cinese dell'Hunan.

## Suddivisioni amministrative
- Distretto di Lengshuitan
- Distretto di Lingling
- Contea di Dao
- Contea di Dong'an
- Contea di Jiangyong
- Contea di Lanshan
- Contea di Ningyuan
- Contea di Qiyang
- Contea di Shuangpai
- Contea di Xintian
- Contea autonoma yao di Jianghua